# 不思議くんJAM
『不思議くんJAM』（ふしぎくんジャム）は、『まんがタウン』（双葉社）に連載された小池田マヤによる日本の4コマ漫画。

## 概要
当初は『ミルククラウンの王子様』のタイトルで『まんがタウンオリジナル』（2006年3月号、6月号 - 9月号）、『まんがタウン』（2006年10月号）に連載された。『まんがタウン』2007年5月号から2011年4月号までは上記のタイトルで連載された。なお、『ミルククラウンの王子様』は本作品の前章とされている。
4コマ漫画形式であるが、前世（過去世）、現世、そして主人公たちが生を終え、生まれ変わる前にいた『はざまの世界』を舞台とし、輪廻転生を題材にした壮大な世界観のダークファンタジー作品である。
本作品は、作者が16歳の頃に話のベースを作って以来、どう描いていいかわからず、商業誌での発表を悩みながらも「描かずに終わるのが嫌で思い切って始めた」ものだという。
子供の章として一応の完であるものの、物語自体はまだ途中であるという。もともと4コマでも漫画でもないものであり、形式にこだわらず続けていきたいという意思をあとがきで語っている。

## あらすじ
ミルククラウンの王子様
10歳の少女白鷺沢みるくにはとある秘密があった。それは、前世の記憶をもっていること。そして彼女は生まれ変わる前にいた世界『はざまの世界』で出会った王子に恋をしていた。王子と現世での再会を待ち続けているみるくだったが…。
不思議くんJAM
北海道のとある田舎町。10歳で牧場主を勤める少年石狩不思議は、母親が自分を生んで死んでしまう直前に託したという化石のネックレスを探していた。そのネックレスは今、彼の叔父が手にしているというが…。

## 用語
はざまの世界
現世と過去世の間にある世界。通称「はざま」。
この世界の王子シッダルディが王になるためには、現世でアムレット（お守り）を集め、ネックレスを完成させる必要がある。現世で全て集められずに生を終えてしまうと、この世界に戻され、来世で初めから集め直さなければならない。完成するまで、それらが繰り返される。
また、この世界に関する者たちは何かしらの業（カルマ）を背負っている。シッダルディの場合だと、上記したネックレスの完成まで繰り返されるアムレット集めが彼の業となる。
業（カルマ）
本作品では、はざまの世界に関する者たちが背負うものを指す。
管理人
本作品では、はざまの世界に関する者たちを管理する役目の者を指す。
人間の感情のエントロピーの増大を調節し、安定した形でステージを上へ導く。
不思議たちの担任であり、みるくの親友の冴子はみるくの管理人である。他に、不思議のもとには牧場のヘルパー、知覧には彼女の暮らすマンションの管理人、健には執事とそれぞれ存在し、役目を終えるとどこかへ去っていくらしい。
共通点として、彼らは眼鏡をかけている。

## 登場人物
※【】内は『はざまの世界』での呼び名。初期仏教関係者と同じ名やそれに類似した名前で呼ばれている。

### 主要人物
石狩不思議（いしかり ふしぎ）【シッダルディ】
本作品の主人公。10歳の少年でシッダルディの現世での姿。
『ミルククラウンの王子様』の後半で、みるく達の通う小学校の転校生として初登場する。
両親は早くに死んでしまい、祖父と2人暮らしをしていた。
彼の名前は母親が彼を生んで死ぬ間際に付けたもの。その時に母親は不思議にペンダントを託すが、その日の夜に叔父に盗まれていた。
冷静で、祖父の代わりに牧場主を務めるしっかり者。勉強ができ、体力もあって、料理が得意。クラスでの女子人気も高い。
シッダルディは、『はざま』では王子で性格は一言でいうと「凶悪」で言葉遣いも悪く、みるくが思い出しただけで恐怖するほどの性格の悪さだったという。
また、相当の博愛主義（女たらし）であり、不思議が非常に恥ずかしがるほどのくさい台詞をよく口にする。
彼の業はネックレスの完成までアムレットを集め続けること。
白鷺沢みるく（しらさぎさわ みるく）【スジャータ】
本作品のヒロインの一人で『ミルククラウンの王子様』の主人公。シッダルディの『冠候補』の一人であるスジャータの現世での姿。
前世の記憶を持ち、現在は隣人で担任の教師である冴子とは前世では中学の親友同士だった。口癖は「ピンチです」。
10歳だが中身は24歳だからかクラスメイトとは距離を置いている。無口でおとなしい性格。
自然や虫を愛で、そのため毎日のように遅刻をしている。また、冴子と仲良ししているのをクラスの女子からひいきだと思われいじめをうけている。
『はざま』で出会った王子シッダルディに恋心を寄せている。しかし、彼には妻があるため、実質スジャータは愛人ということになる。
元はアムレット（ただし、ネックレスのお守りとは異なるという）のヘロン（鷺）だった。
はざまで、シッダルディに会えない淋しさを感じているときにディーバダッタと出会い、彼と関係を持ってしまう。
彼女の業は「愛は清く美しく強いものと信じたいという少女」。
赤石知覧（あかいし ちらん）【ヤショダラ】
みるくのクラスメイト。『冠候補』の一人で妻であるヤショダラ姫の現世での姿。
髪が赤黒く、両目の下に泣きぼくろがある。
気が強く、みるくが冴子にえこひいきされていると思い、それが許せない。その正義の元に彼女が怒ったり、嫉妬したりすると周りの『赤黒い気持ち』（嫉妬、挫折、屈辱など）を引き寄せてしまう。
四字熟語やことわざを好み、よく口にする。
彼女の業は、シッダルディを救うために多くの犠牲を伴うこと。
岡田健（おかだ けん）【マハーパジャーパティー】
みるくのクラスメイト。家が裕福。シッダルディの義母であるマハーパジャーパティーの現世での姿であるが、（現世にはいつも男として転生していることもあり）それを伏せて「『はざま』での王子であるシッダルディの影武者でいとこである『シッダルディ』の現世での姿」だと名乗っている。
明るく楽天的な性格。
いじめを受けるみるくを何かと気にかけ、助けてくれる。
オカルトが好きで、不思議が「僕に関わると呪われるよ」と言ってもむしろそれ目当てで喜んで接する。
彼の業は、シッダルディの身代わりに死ぬこと。
根本冴子（ねもと さえこ）【管理人達の一人】
みるくの隣人で担任の教師。通称・冴ちゃん先生。24歳。
前世のみるくとは中学の親友同士だったため、ついその時のように接してしまう。
あわてんぼうで、彼氏いない歴24年の恋に恋する、みるく曰く「乙女さん」。
教師だが国語が苦手で、みるくに「先生としてピンチ」だと言われる。
みるくの管理人であるものの、はざまのことに関しては知らないらしい。しかし、3巻の終盤で自らを管理人と名乗っているが、自覚しているかどうかの真偽は不明。
石狩塘路（いしかり とうろ）【パターチャーラー】
不思議のいとこ。名家といわれる石狩家の分家の息子として育てられていたが、本当は女の子。
髪の毛はショートカットで灰茶色（アッシュブラウン）。一人称は「俺」で言動も男の子のようだったが、後に東京で不思議と再会したときには髪の毛も伸び、女の子らしく振舞うようになった。しかし、素ではいつも通りの話し方になるらしい。
『はざま』ではシッダルディの信奉者であり、『冠候補』の一人。
彼女の業は、家族の裏切り者として虐げられ死んでいくこと。
石狩摩周（いしかり ましゅう）【ディーバダッタ】
塘路の兄で、魔術師のディーバダッタ。
シッダルディとは敵対関係にあり、彼が王になるのを妨げ続ける業にとらわれている。
父親からネックレスを受け取ったときに覚醒した。
スジャータに強い恋愛感情を持つ。

### アムレット
ベェこ【聖パウロの舌】
現世では不思議の仔牛の姿をした、シッダルディの剣であり、最初のアムレット。
言葉遣いが悪いのは自分はシッダルディの一部であるからだという。
不思議を導く参謀のような存在。
赤玉蜀黍
ドリームキャッチャー
エンドレス・ノット
ハゴダイ
ソロモンの紋章
アブラカダブラ
風見鶏

## 単行本
- 小池田マヤ『不思議くんJAM』 双葉社〈アクションコミックスまんがタウン〉、全3巻
  1. 2008年4月1日初版発行（同日発売）ISBN 978-4-575-94155-5
  2. 2009年10月10日初版発行（同日発売）ISBN 978-4-575-94250-7
  3. 2011年7月12日初版発行（同日発売）ISBN 978-4-575-94325-2